# Endre Bereczki
Endre Bereczki (n. 23 iunie 1956, Cristuru Secuiesc) este un deputat român în legislatura 2000-2004, ales în județul Bacău pe listele partidului PSD.

## Legături externe
- Endre Bereczki Arhivat în 24 septembrie 2020, la Wayback Machine. la cdep.ro